# 魏詔
魏詔（1568年—？），字奉之，號奏之，湖廣武昌府蒲圻县人，軍籍，明朝政治人物。

## 生平
万历十九年（1591年）辛卯科湖廣乡试举人，三十五年（1607年）丁未科進士，户部觀政，三十六年授浙江嘉兴府教授，三十八年升國子監博士，三十九年丁憂，四十一年補原职，升刑部主事，四十四年调兵部主事，四十五年管理清黄，升郎中，四十七年升江西提学副使，天启元年养病。

## 家族
曾祖魏正中。祖父魏表，贡士。父魏翼如，监生。母陳氏，継母阚氏。严侍下。